# Viktorija Senkutė
Viktorija Senkutė, född 12 april 1996 i Vilnius, är en litauisk roddare.

## Karriär
Vid olympiska sommarspelen 2024 i Paris tog Viktorija Senkutė brons i singelsculler.